# Benasal (kommunhuvudort)
Benasal är en kommunhuvudort i Spanien.   Den ligger i provinsen Província de Castelló och regionen Valencia, i den östra delen av landet, 300 km öster om huvudstaden Madrid. Benasal ligger 845 meter över havet och antalet invånare är 1 329.
Terrängen runt Benasal är kuperad. Runt Benasal är det glesbefolkat, med 11 invånare per kvadratkilometer. Närmaste större samhälle är Villafranca del Cid, 11,5 km nordväst om Benasal. 